# King Jack
King Jack è un film del 2015 diretto da Felix Thompson.
La pellicola ha come protagonisti Charlie Plummer, Cory Nichols, Christian Madsen, Daniel Flaherty, Erin Davie e Chloe Levine.
Il film, esordio alla regia di Felix Thompson, è stato presentato al Tribeca Film Festival il 17 aprile 2015.

## Trama
Il quindicenne Jack, già impegnato nella lotta contro un bullo, si ritrova a dover prendersi cura del giovane cugino Ben, trasferitosi a casa sua per il fine settimana.

## Riconoscimenti
- 2015 - Tribeca Film Festival
  - Audience Award
- 2016 - Americana Film Fest
  - Candidatura a Felix Thompson
- 2016 - Cleveland International Film Festival
  - Candidatura a Miglior film americano indipendente a Felix Thompson
- 2016 - Independent Spirit Awards
  - Someone to Watch Award